# Хилльшайд
Хилльшайд (нем. Hillscheid) — община в Германии, в земле Рейнланд-Пфальц. 
Входит в состав района Вестервальд. Подчиняется управлению Хёр-Гренцхаузен.  Население составляет 2496 человек (на 31 декабря 2010 года). Занимает площадь 14,08 км².